# 山陽電気鉄道820・850形電車
山陽電気鉄道820・850形電車（さんようでんきてつどう820・850がたでんしゃ）は、過去に存在した山陽電気鉄道の特急用電車（のち通勤形に格下げ）で、1948年から1949年にかけて製造された、800形12両と、1950年に製造された850形6両で構成される、日本の私鉄電車としては第二次世界大戦後初のロマンスカーとして有名な車両である。
なお、800形は「広軌ロクサン (63) 形」として有名な700形の当初の形式名でもあり、同形式と混同されやすい。そのため、本項では正式な形式称号を取り扱う車種構成節を除き、便宜的に800形820番台を820形、旧800形を時期によらず700形として800形という呼称を用いず区分表記することとする。また、1950年当時の山陽電気鉄道では各制御電動車にモハ、各制御車にクハの記号をそれぞれ各車固有の番号の前に付与する記号番号ルールを採用していた。だが、実際の車両にはこれらの記号は一切表記されておらず、この原則はそれから60年が経過した2010年現在も踏襲され続けている。そのため、本項でも車種構成節以外で各車両の記号番号を表記する場合は記号を省略して表記する。

## 概要

### 820形

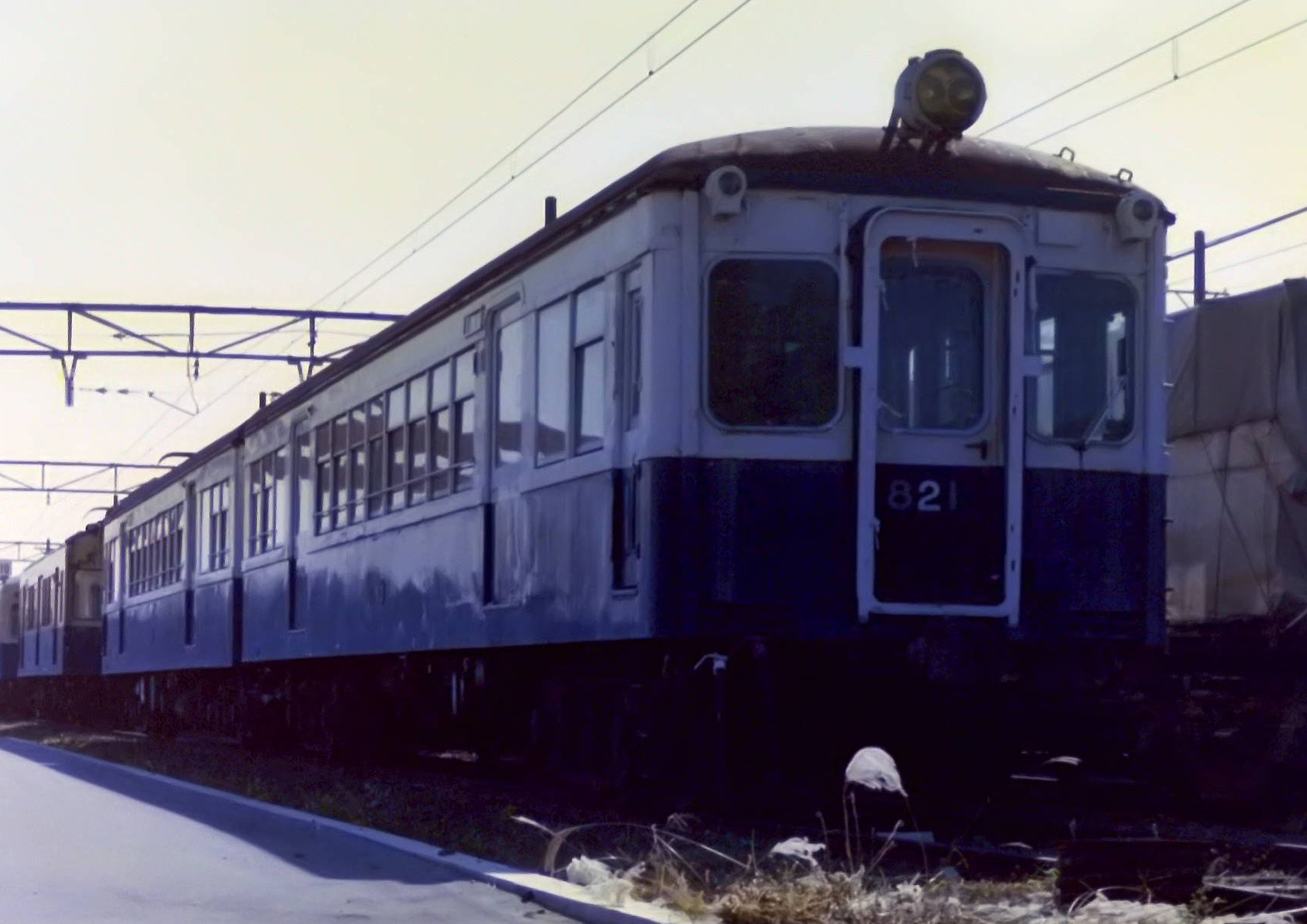
821

終戦後、戦災や自然災害によって極端な車両不足に陥った山陽電鉄は、運輸省モハ63形の割当車である700形を導入するという、思い切った手段をとることで車両不足を解決すると同時に、前身の宇治川電気電鉄部創設以来の懸案であった、明石以東の区間における架線電圧の直流1,500 Vへの昇圧をはじめ、車体の大型化および規格の統一についても同時に達成した。この一連の大工事によって、兵庫 - 姫路間を大型車で直通運転可能となり、この直通運転に充当する車両として5編成10両の700形に続く大型車の新製投入が計画された。
もっとも、1948年の計画段階では日本の車両工業界は前年の危機的状況こそ脱したものの、未だ機器や部材の調達について困難な状況が続いており、国鉄モハ63形の割り当てを受け入れる以外では、原則的に運輸省が制定した規格型電車と呼ばれる一連の標準設計車を導入する他なかった。
そこで、20 m級車体を備える700形は当時の山陽の輸送実態においてはあまりにも大型過ぎたことから、1列車単位での輸送力の適正化を考慮し、車体幅はホームに隙間が出ないように700形と同じ2.8 mを踏襲しつつ車体長を17 mに短縮、この条件に適合する運輸省規格型（A型）準拠の設計が採用されることとなった。
もっとも、後に820形と通称されることとなるこのグループの設計認可申請が出される頃には日本経済の復興の進展で車両製造を巡る状況は大幅に改善されており、規格型電車についても基本的な部材寸法は未だ厳しい制約が課せられたままであったものの、内装などについては各鉄道会社側の裁量による仕様変更が認められるようになっていた。そこで山陽電鉄では社内で検討を重ね、営業面や沿線・利用者へのPR効果も勘案して、第二次世界大戦後の日本の私鉄で新造された車両としては最初の例となる、各車客用扉間座席への転換クロスシートの導入・設置が決定された。
本形式登場の前にも、1947年に運転を開始した近畿日本鉄道の特急など、優等列車にクロスシート車を使用した事例はあるが、近鉄特急の場合であれば戦前から走っていた近鉄2200系や近鉄6301系電車を整備し充当していた。このため、純然たる特急車用新造車としては、山陽の820形が戦後最初に完成・就役した車両となる。なお、820形の登場後に製造された他の私鉄の特急用車両としては、同じ1949年に続いて登場した小田急電鉄1910形や1950年に登場した近鉄6401系があるが、これら大手私鉄の車両に先んじてこうしたロマンスカーを導入したことは、戦災による保有車両壊滅という危機的状況を経て、車両の大型化と路線の規格統一を完了したばかりの山陽にとっては快挙であった。

### 850形

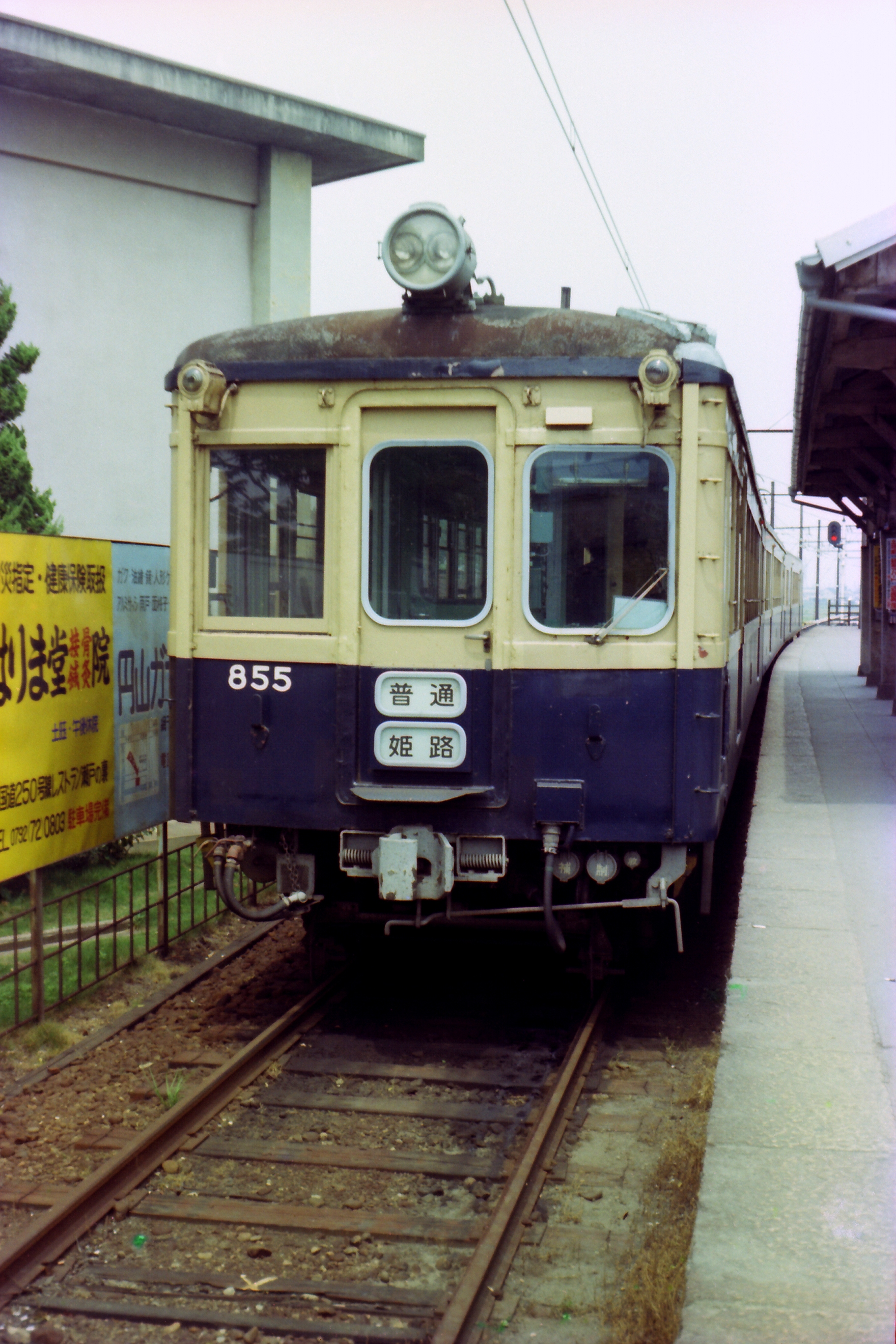
855

こうして営業運転を開始した820形10両は、ガラス窓の完全整備が行えず板張りのロングシートさえ十分に設置できていない車両が当たり前に走っていた時期に、国鉄の並ロ、つまり二等車に匹敵する転換クロスシート装備のロマンスカーという破格のサービスを、それも特別料金の徴収なしで乗客に提供することになった。当然ながらこれら820形による特急運転は非常な好評をもって乗客に受け入れられ、同様のサービスを提供する特急の増発が強く求められる状況となった。そこで、山陽電鉄はそうした乗客の声に応えて1949年夏に820形2両を試作新型台車の装着など若干の仕様変更を施した上で急遽増備し、さらに1950年度予算で6両の同級車を増備することとした。
もっとも、この1年の間に日本の車両工業界は急速な復興を成し遂げ、またアメリカからの新しい電気鉄道技術の導入や各メーカーの積極的な技術開発もあって、様々な新機構・新設計の研究開発が急速に進みつつあった。また、820形は接客設備面で飛躍的な改善を成し遂げた一方で93 kW級主電動機を搭載した結果、制御電動車と制御車の2両1編成で運用するには若干の出力不足が生じていた。
そこで1950年度製造の6両については820形の設計を踏襲しつつ車体の軽量化と新技術の積極的な導入で性能の引き上げを図ることとなり、より強力な110 kW級主電動機を搭載の上で形式を区分し850形として新造されることとなった。

## 車種構成
本系列は以下の2形式6種18両よりなる。これらは全て川崎車輛（現・川崎車両）において製造されている。

### 1948年12月 - 1949年3月竣工分
- 800形モハ820・822・824・826・828
神戸向き制御電動車 (Mc) 。

- 800形クハ821・823・825・827・829
姫路向き制御車 (Tc)。

### 1949年8月竣工分
- 800形モハ830
神戸向き制御電動車 (Mc) 。姫路寄り連結面に簡易運転台を設置。新型台車装着。

- 800形クハ831
姫路向き制御車 (Tc) 。新型台車装着。

これらは旧800形（700形）と同様、モハ820+クハ821、モハ822+クハ823の順に1編成単位で連番となるよう偶数番号車と奇数番号車をペアとして編成されている。また、正式な形式名が800形とされ、番号も20両を数えた旧800形のラストナンバー (819) に続く820から付番されるなど、旧800形と強い関連性のある形式・番号体系となっており、同形式の増備車として計画された本グループの来歴を示している。

### 1950年9月竣工分
- 850形モハ850・852・854
神戸向き制御電動車 (Mc) 。

- 850形クハ851・853・855
姫路向き制御車 (Tc) 。

## 車体

### 820形
車体設計は前述の通り運輸省の私鉄向け規格型設計のうち、A型と呼ばれる仕様に準拠している。
これは全長17,000 mm、最大幅2,800 mmとし、半鋼製全溶接構造で窓の上下に補強帯（ウィンドウ・シル/ヘッダー）を露出させた、当時としては一般的な構造のものである。
側面窓配置はd1 (1) D8D (1) 2（d:乗務員扉、D:客用扉、(1) :戸袋窓）で、当然ながら同じ17m級の運輸省規格型電車（A'型）である京阪1300系電車と同様の配置となっている。
車内は前述の通り扉間に転換クロスシートが並び、両端部は電動車での主電動機点検蓋との干渉回避の必要もあってロングシートとされている。
側窓は戸袋窓・客用扉を含めてすべて2段窓とされ、開閉可能な各窓は二段上昇式として下段には併用軌道があったことから保護棒が取り付けられている。
妻面は運転台側が非貫通構造かつ緩くRを描く丸妻とされ、3枚窓で中央と左側の窓が2段窓になっていたほか、前照灯は筒型の通常灯具が屋根中央に1基設置され、尾灯は左右の窓上に各1灯、裾部にはアンチクライマーがそれぞれ取り付けられていた。連結面は切妻で、山陽初の広幅貫通路が採用されている。なお、追加製造された830では連結面側にも運転台が設置されており、連結面にも通常の運転台側に準じた前照灯・尾灯が設置されている。
通風器はガーランド式で屋根中央に1列で配置され、パンタグラフを搭載する偶数車は6基、奇数車は8基、それぞれ搭載する。
塗色は戦前の200形以来のツートンカラーで登場したが、当時のクリームと青緑色のツートンとは異なり、その後1980年代半ばまでの山陽の標準色となるクリームイエローとネービーブルーの鮮やかなツートンカラーで登場し、廃車までこの塗装で首尾一貫した。

### 850形
基本的には820形のレイアウトを踏襲するが、車両構造の軽量化に対する研究開発が進んだことを受け、また部材そのものの品質が大幅に改善されたことを受けて構体構造が全面的に見直され、台枠部材の組み方を工夫して強度負担の少ない部材をスリム化するなどの努力で大幅な軽量化を実現した。
木造板張り構造の屋根にルーフィングをかぶせていた820形とは異なり、本形式では屋根が鋼板張り構造にルーフィングをかぶせたものに改められており、通風器も押込形のものを屋根上左右に2列配置で3×2基（偶数車）・4×2基（奇数車）設置するように変更されている。
窓配置は820形に準じるが、天地寸法が拡大されて戸袋窓は1枚窓となってその部分の保護棒は省略、妻面ではアンチクライマーが省略され、さらに妻窓が全て1枚窓となったことで、全体の印象では軽快感が大幅に増している。
塗色は820形と同様である。

## 主要機器

### 台車
820形820 - 829の台車は川崎車輛製のボールドウィンAA形を模倣した釣合梁式台車であるBW-4で、U型の釣り合い梁を備え、平軸受かつ枕ばねが重ね板ばねという、設計当時としては一般的な設計の台車である。
これに対し、830・831では川崎車輛製の軸梁式台車であるOK-3が採用されて高速運転時の直進安定性と乗り心地が改善され、これは後の2000系・3000系第1次車でのOK台車標準採用の先駆けとなった。
もっとも、続く850形ではOK台車の採用は見送られ、BW-4を改良した釣り合い梁式の川崎車輛BW-5が装着されている。

### 主電動機
820形では主電動機として吊り掛け式の三菱電機MB-115-BFが搭載されている。この電動機は700形に搭載されていたMT40に比して車体長あたりの出力が低く、電動車と制御車を組み合わせた1M1T編成で使用するにはいかにも非力であった。
そのため、850形では主電動機の定格出力を110 kW級に増強し、歯車比を3.52から2.85へ変更して高速域での走行特性を改善した。

### 制御器
820形では700形を踏襲して国鉄制式で電空カム軸式のCS5制御器を搭載していたが、850形では常用電気制動つき多段制御器の東芝PB-4を搭載、加減速をよりスムーズに行えるように工夫が凝らされた。

### ブレーキ
820形では日本エヤーブレーキ製A動作弁と車体シリンダー式基礎ブレーキ装置を組み合わせた、この時代の日本の電車では一般的なA自動空気ブレーキが搭載されていたが、850形では高速運転対応として、より確実な制動力確保が期待できる台車シリンダー式基礎ブレーキ装置が採用された。このため中継弁が挿入されたARブレーキに変更されている。
なお、850形では2両固定編成を前提として制御車に電動発電機と空気圧縮機を搭載することで、編成各車の重量の均等化を図っている。これにより電動車の自重は820形に比して約4tの軽量化を達成、軌道負担の大幅な軽減が実現した。

## 運用

### 特急時代
820形が5編成揃った直後の1949年4月15日のダイヤ改正で、「旅はこれでこそ楽しい」というキャッチフレーズを掲げて、兵庫 - 姫路間を途中長田、明石、飾磨の3駅に停車して所要時間75分、1時間ヘッドで走る特急の運転を開始した。全区間並走する日本国有鉄道（国鉄）山陽本線は、当時西明石以西は非電化で、C53・C59・C62といった大型旅客用蒸気機関車が長編成の客車を牽引する列車ばかりだったので、煙が出ず、しかも当時のスロ34形・オロ35形・オロ41形といった国鉄二等車並みの転換クロスシートを装備しながら特別料金を徴収しない820形は、その快適さ故にたちまち利用者の人気を博した。このため、兵庫・姫路両駅の特急専用ホームにはベンチを並べ、ドアは1か所のみを開けてベンチの列の先頭から乗車するようにしたが、列車到着前から特急を待つ長い行列ができたという。また、この山陽電鉄の攻勢を脅威と見て取った大阪鉄道管理局は神戸 - 姫路間に明石・加古川のみ停車の区間列車を設定、機関区がなく本来は折り返しを想定していない設計の神戸駅で折り返しを行うため、列車を一旦は転車台の設置された東灘まで回送し、牽引機をそこで転向して神戸まで再度回送するという無理を行って、本形式による特急に対抗しようとした。もっとも、この時期の国鉄山陽本線は未だ電化区間が姫路に達しておらず、頻度や所要時間などの利便性においても山陽電鉄の後塵を拝していた。国鉄側の劣勢は山陽本線姫路電化が完成し、乗客が煤煙から解放されるまで覆せなかった。
1951年9月に発生した西代車庫の火災では、820形826・827と新造間もない850形854・855の2編成を焼失した。好評のロマンスカーの喪失・不足は営業上深刻な問題であり、両編成とも最優先で復旧策が講じられ、いずれも翌1952年までに川崎車輛で850形相当の新造車体を製造して復旧した。この際、機器が焼損していた826・827編成は同じく焼失した700形712・713の主要機器から台車（DT13S）・主電動機（MT40）・主制御器（CS5）などを流用した上で運用に充当された。
低出力な主電動機を搭載する820形では850形と足並みを揃えてスピードアップを行うことは困難なことから、700形投入後から実施されていた変電所の容量増加と橋梁強化工事が完了した後、1954年から1956年にかけて、820形の主電動機出力増強（93.3 kW→110 kW級）と歯車比の変更を実施して、850形と同一の性能とした。

### 格下げ後
820・850形は1950年代前半の山陽の主力車であったが、1956年に山陽電鉄初のWNドライブ車である2000系第1編成がロングシート車として竣工、翌1957年にはその量産車である2次車と826・827に流用されていた712・713の足回りを活用した2700系が転換クロスシート装備のロマンスカーとしてデビューするに及んで、主役の座をこれらの形式に明け渡した。
特急運用の第一線を退いた本系列はロングシート化されることとなり、850形が1960年に、820形が1961年から1963年にかけてそれぞれロングシート化を実施され、同時に先頭車を貫通式に改造するとともに、他形式との混用に備えて850形の制御器をCS5 (850) および三菱電機CB-16C (852・854) に換装した。
神戸高速鉄道への乗り入れを睨んで、内装の不燃化と妻面への貫通扉設置を実施した際に、各車とも運転台側前面窓をHゴム支持に改造したが、車掌台側の前面窓については2段上昇窓であった820形がHゴム支持化改造を実施したのに対し、1段上昇式であった850形は従前のままとされた。
また、時期は不明ではあるが、830の連結面側運転台が撤去されたほか、1965年からはBW-4・BW-5台車の枕ばねを重ね板ばねからコイルばねに変更して釣り合い梁と台車枠本体を結合するオイルダンパを各2本ずつ付加、軸受を平軸受からローラーベアリングに換装するなどの大改造を実施し、台車の形式名もそれぞれBW-4A・BW-5Aに変更された。
その後も神戸高速鉄道開業までは特急にも使用されていた820・850形であるが、神戸高速鉄道を介した阪急電鉄神戸線、阪神電気鉄道本線への相互乗り入れが開始されると、全長17mの本系列は他の15・17m級車と同様、神戸高速線内までの乗り入れに限定されたことから、必然的に普通列車主体の運用に充当されることになった。また、神戸高速鉄道開業で乗客が増加し3両編成化が求められるようになったため、本系列も同じ17m級2扉車の270形を大阪側、姫路側のどちらか一方に増結して3両編成とした。さらに、1960年代後半から1970年代初頭にかけて、他形式と同様に、営業運転で先頭車となる車両については、貫通扉に行先方向幕および種別表示幕の取付改造を実施した。
この他、1970年に829と830の間で台車の交換を実施し、829がOK-3を、830がBW-4Aをそれぞれ装備するようにしてOK-3を制御車専用とした。また、この時点で営業線上における先頭車としての使用の機会がなくなった850形偶数番車については、運転室内の運転台機器の一部が撤去されて事実上回送運転台とされ、側面の乗務員扉も溶接され、実質的に中間電動車となった。

### 廃車
戦後の早い時期に登場し、大きな車体更新も実施されていなかった820・850形は、1970年代に入ると700・250形についで置き換えの対象となり、3050系の増備によって1973年に828 - 829, 830 - 831の2編成が本系列初の廃車となった。しかし、同年の第一次石油ショックによる沿線工場の操業短縮に伴う乗客減によって1974年以降新車の投入がストップしたことから、本系列の置き換えは一時中断された。その後、1977年より3050系の増備が再開されると、本系列の廃車も再開され、1981年の826 - 827の廃車を最後に820形が形式消滅となった。引き続いて850形の廃車も開始され、1981・1982年に1編成ずつ廃車された後、1983年10月に288 - 854 - 855の3両編成で実施されたさよなら運転を最後に、こちらも形式消滅となった。
両形式の廃車は形式順に状態の悪いものから順に実施され、共に西代車庫火災の被災車を車体新造して復旧したものが最後となった。中でも戦後すぐの混乱期に製造された820形は車体の状態が特に悪く、末期は外板が大きく波打つなど痛々しい状況であったが、神戸高速鉄道開業前に不燃化改造工事が実施された際には、850形を含めて車体の補修が最小限にとどめられており、この時点で既に近い将来の廃車方針が決定されていたと考えられる。
1973年の廃車後、830が教習車に改造され、台車を元のOK-3Aに換装し車体を水色一色に塗り替えて室内に教習用の機器を積み込まれ、西代車庫の側線に同車庫移転後も長らく留置されていた。だが、これは高速長田 - 東須磨間の地下化工事の進展に伴っていつしか姿を消した。また、820 - 821がしばらく東二見車庫に留置されていたが、直通特急運転開始に伴う5000系の増備によって車庫の構内が手狭になったことからこちらも解体された。本形式に関わる物品としては、川崎車輛によるOK形軸梁式台車の実用初号機となった830 - 831用のOK-3台車が、東二見工場と川崎重工業兵庫工場に1台ずつ保存されている。